# La Bamba (bài hát)
La Bamba (phát âm là [la ˈβamba]) là một bài hát dân gian Mexico, đến từ bang Veracruz, được biết đến nhiều nhất từ năm 1958 bởi Ritchie Valens, và là một trong những bài hát hay nhất trong 40 bản hit hàng đầu của bảng xếp hạng âm nhạc Mỹ. Phiên bản "La Bamba" của Valens được xếp hạng 354 trong danh sách 500 bài hát vĩ đại nhất mọi thời đại của tạp chí Rolling Stone. Đây là bài hát duy nhất trong danh sách được hát bằng một ngôn ngữ khác ngoài tiếng Anh.
La Bamba đã được thể hiện bởi rất nhiều nghệ sĩ, nổi bật nhất là Los Lobos, phiên bản là ca khúc chủ đề của bộ phim năm 1987: La Bamba và vươn tới vị trí số 1 trong bảng xếp hạng single của Mỹ và Anh trong cùng năm. Phiên bản của Los Lobos vẫn giữ vị trí số 1 trong ba tuần vào mùa hè năm 1987. Video âm nhạc của phiên bản Los Lobos, đạo diễn bởi Sherman Halsey, đã giành giải MTV Video Music Award năm 1988 cho Video âm nhạc hay nhất từ một bộ phim.